# 泰勒·戴维森喷泉
泰勒·戴维森喷泉（英語：Tyler Davidson Fountain）是俄亥俄州辛辛那提的一尊雕像和喷泉，被视为该市的象征和该地区访问量最大的的景点之一。它建于1871年，位于市中心第五街和藤街（Vine Street）转角的喷泉广场的核心，四周是商店，旅馆，餐厅和办公室。2006年以前，它一直位于第五街中心，核桃街以西。喷泉广场改建后，泰勒·戴维森喷泉转移到广场北端更广阔的空间，接近五三银行大楼（Fifth Third Bank），远离街道的交通。喷泉在冬季的几个月处于关闭状态，4月为最古老的职业棒球队辛辛那提红人队的第一场比赛再次打开。